# Richard Honig
Richard Martin Honig (ur. 3 stycznia 1890 w Gnieźnie, zm. 25 lutego 1981 w Getyndze) – niemiecki prawnik – karnista, pochodzenia żydowskiego.

## Życie
Ojciec, Georg Honig, był w Gnieźnie radcą prawnym i notariuszem, matka Martha także pochodziła z Gniezna. Richard Honig po ukończeniu w Gnieźnie edukacji  na poziomie gimnazjum, podjął studia w Niemczech na Uniwersytecie w Getyndze, gdzie w 1919 roku uzyskał habilitację, a w 1925 został mianowany profesorem. Po przejęciu w Niemczech  władzy  przez nazistów w 1933 z powodu żydowskiego pochodzenia oraz wyrażanego sprzeciwu wobec  nazistowskiej polityki dyskryminacyjnej, został zmuszony do opuszczenia uczelni.  W tym samym roku wyemigrował do Turcji, gdzie został zaproszony do objęcia stanowiska profesora  w nowo powstałym  wydziale na Uniwersytecie w Stambule. Napisał  wstęp do tureckiego prawoznawstwa i filozofii. W 1939 roku wyemigrował do USA. Od 1954 roku i po  przejściu na emeryturę  w 1963 roku, nadal regularnie wykładał na uczelniach amerykańskich  prawo, a  jednocześnie wyjeżdżając do Getyngi  prowadził badania porównawcze  między niemieckimi a amerykańskimi  zapisami kodeksowymi.  W 1974 roku, po śmierci żony,  Honig przeniósł się do Getyngi, gdzie mieszkał aż do śmierci.

## Wybrane prace
- Die Einwilligung des Verletzten (1919)
- Studien zur juristischen und natürlichen Handlungseinheit (1925)
- Die straflose Vortat und Nachtat (1927)
- Römisches Recht (1936)
- Kirchenrecht (1954)
- Wiederaufnahme im amerikanischen Strafverfahren (1969)
- Schwurgericht (1974)